# Igor Maher
Igor Maher (ur. 10 czerwca 1967) – słoweński polityk, informatyk, przedsiębiorca i policjant, od marca do kwietnia 2013 minister infrastruktury i zagospodarowania przestrzennego.

## Życiorys
Absolwent policyjnej szkoły kadetów. Do 1989 służył w policji w ramach administracji spraw wewnętrznych w Koprze, następnie kierował tam departamentem informatycznym. Później ukończył studia z ekonomii i informatyki na Uniwersytecie Mariborskim oraz z zarządzania na Univerza na Primorskem w Koprze. Uzyskał magisterium z przedsiębiorczości na prywatnej uczelni GEA College w Lublanie, a także dyplom MBA; rozpoczął też studia doktoranckie. Od 1992 zatrudniony w różnych przedsiębiorstwach informatycznych, gdzie zajmował kierownicze stanowiska w zarządach i radach nadzorczych. Kierował działem geoinformatycznym w administracji Kopru, pracował też jako konsultant biznesowy.
20 marca 2013 powołany na stanowisko ministra infrastruktury i zagospodarowania przestrzennego w rządzie Alenki Bratušek (jako bezpartyjny z rekomendacji Listy Obywatelskiej). Złożył rezygnację już po 5 dniach po ujawnieniu kontrowersji związanej z postawieniem budynku na jego nieruchomości (ostatecznie dokonał rozbiórki tego budynku postawionego, gdy jeszcze nie był właścicielem nieruchomości). Zakończył urzędowanie na funkcji ministra na początku następnego miesiąca. W kolejnych latach zasiadał w organach różnych spółek, w 2016 został prezesem firmy telekomunikacyjnej Stelkom.